# Комендантский проспект
Коменда́нтский проспект — одна из крупнейших магистралей на северо-западе Санкт-Петербурга (Приморский и Выборгский районы). Протяжённость около 10 км.
Комендантский проспект начинается от Богатырского проспекта, заканчивается на примыкании к Кольцевой автодороге. Название носит с 23 февраля 1987 года по бывшей Комендантской даче коменданта Петропавловской крепости. По состоянию на 2024 год, участок между рекой Каменкой и Парашютной улицами фактически не существует.

## Застройка и архитектура

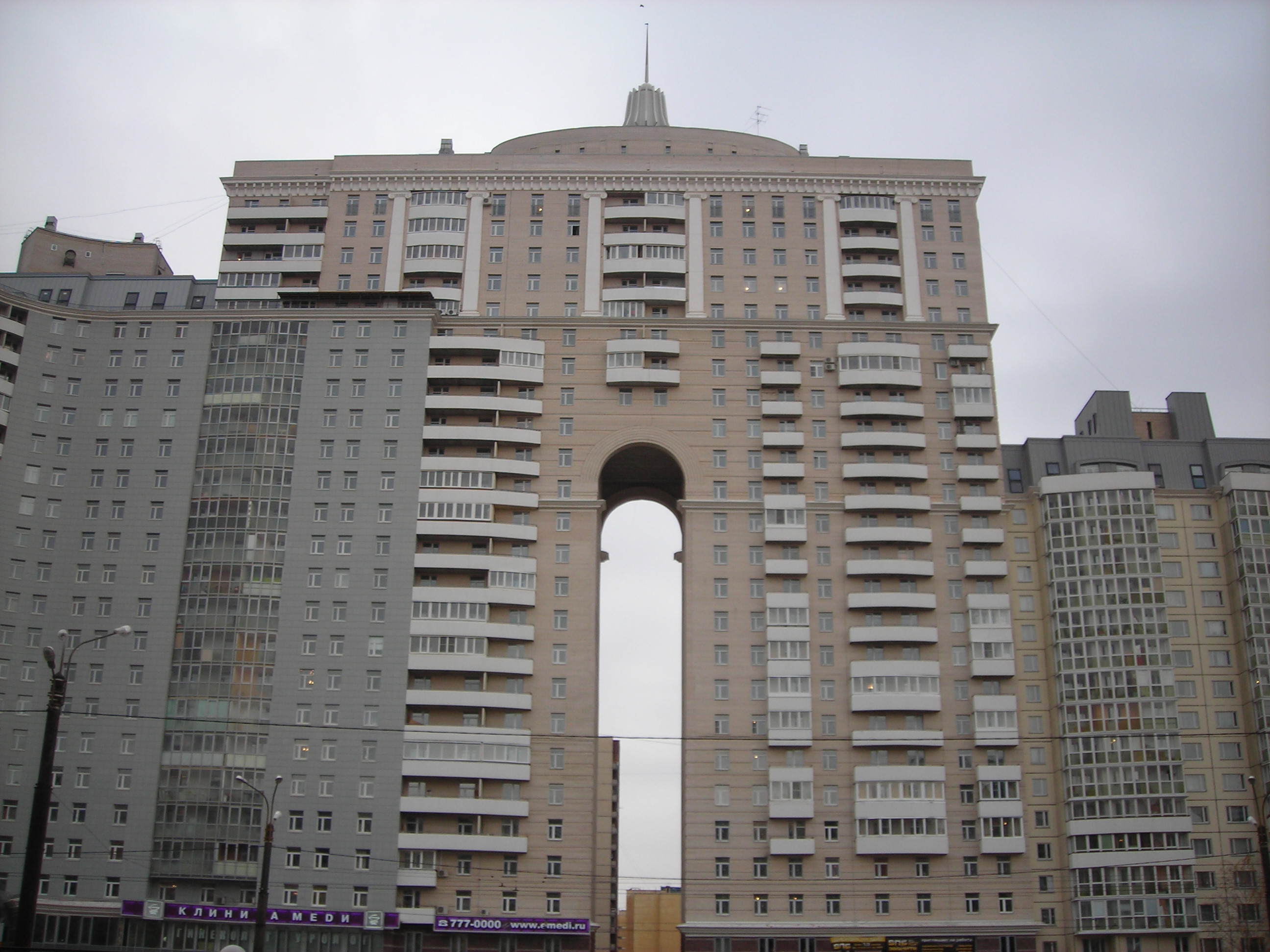
25-этажный дом со шпилем

Основные черты Комендантского проспекта — прямота, высота, предельная строгость оформления и простор.
Проспект начал застраиваться с 1980-х годов, одновременно с проектированием одноимённой станции метро. Первые дома на проспекте были сданы в 1986 году. 
Поначалу строились в основном панельные девятиэтажные дома, окрашенные частично в зелёный цвет. Изначально станцию метро планировалось открыть в 1991 году, однако в связи с дефицитом финансирования на строительство метро, открытие было отложено на долгие годы, в течение которых жители были вынуждены пользоваться станцией «Пионерская», к которой позже добавилась станция «Старая Деревня».
Более динамично застройка проспекта продолжилась после 2000 года, дома стали строиться по новым образцам. Особенно оригинально выполнен дом № 17 (на фото) — 25-этажный дом с небольшим шпилем наверху (105 м в его верхней точке) покрашен в бледный песочный цвет; в середине имеется высокая узкая арка высотой в 15 этажей; вверху на последних пяти этажах установлены три ограниченных пилястрами ряда балконов.
Также оригинально выполнен дом №58 (ЖК «Легенда», 1008 квартир), имеющий по внешнему виду отсылку к серии игр Minecraft.
2 апреля 2005 года была открыта станция метро «Комендантский проспект», расположенная на Комендантской площади. Сама Комендантская площадь имеет форму круга, в центре располагается торговый комплекс «Атмосфера».
В конце 2000-х годов был построен участок проспекта от Комендантской площади до Богатырского проспекта.
1 сентября 2019 года было открыто движение по участку от Нижне-Каменской до Глухарской улиц. Незадолго до этого, в июле этого же года, движение было открыто на участке от Глухарской улицы до реки Каменки.
Существует проект продления 5 линии метрополитена под проспектом со строительством станции Шуваловский проспект, однако по состоянию на начало 2025 года строительство не начиналось.
Возле метро «Комендантский проспект» утром 20 января 2023 года начали сносить ТЦ «Лидер».

## Пересечения
- Богатырский проспект
- Туполевская улица
- Комендантская площадь (проспект Испытателей, улица Уточкина,  улица Ильюшина, Гаккелевская улица)
- Долгоозёрная улица
- улица Шаврова
- Шуваловский проспект
- Нижне-Каменская улица
- Глухарская улица (проект)
- Плесецкая улица
- Арцеуловская аллея
- дорога в Каменку (фактически отсутствует)
- перспективное продолжение Суздальского шоссе (проект)
- Парашютная улица
- Легковая улица
- КАД

## Перспективы
Строительство метро "Шуваловский проспект" обещали осуществить в 2012 году. Потом, в связи со строительством зоопарка в Юнтолово сроки сдвинулись на 2015 год. Когда зоопарк строить передумали, сказали, что на метро это не отразится и в 2015 году станция метро "Шуваловский проспект" все равно будет построена. Затем, Смольный сдвинул сроки строительства станции на 2028 год.
Согласно Генеральному плану Санкт-Петербурга будет построен участок Комендантского проспекта между Нижне-Каменской и Парашютной улицами. По состоянию на сентябрь 2019 года, участок от Нижне-Каменской улицы до Арцеуловской аллеи введён в эксплуатацию. Введение оставшегося участка между Арцеуловской аллеей и Парашютной улицей запланировано на 2023 год. По состоянию на 23 ноября 2023, в ЖК "Чистое небо" открыли проезд по оставшемуся участку Арцеуловской аллеи.